# Callum MacLeod
Callum MacLeod (Northampton, 20 januari 1988) is een Brits autocoureur die in 2009 en 2010 in de Europese F3 Open reed, waar hij in 2009 kampioen werd in de Copa-klasse en in 2010 tweede in het hoofdkampioenschap. Momenteel (2011) rijdt hij in de GP3 Series. Verder was hij in 2007 kampioen in de Britse Formule Ford en tweede in het Formule Ford-festival in de Duratec-klasse. Ook was hij actief in het karting van 1996 tot 2003, waarin hij in zijn laatste jaar kampioen werd in de Super 1 National Rotax Junior.